# Монкио Л'Аксела (Ређо Емилија)
Монкио Л'Аксела је насеље у Италији у округу Ређо Емилија, региону Емилија-Ромања.
Према процени из 2011. у насељу је живело 22 становника. Насеље се налази на надморској висини од 675 м.